# Marc Schmolling

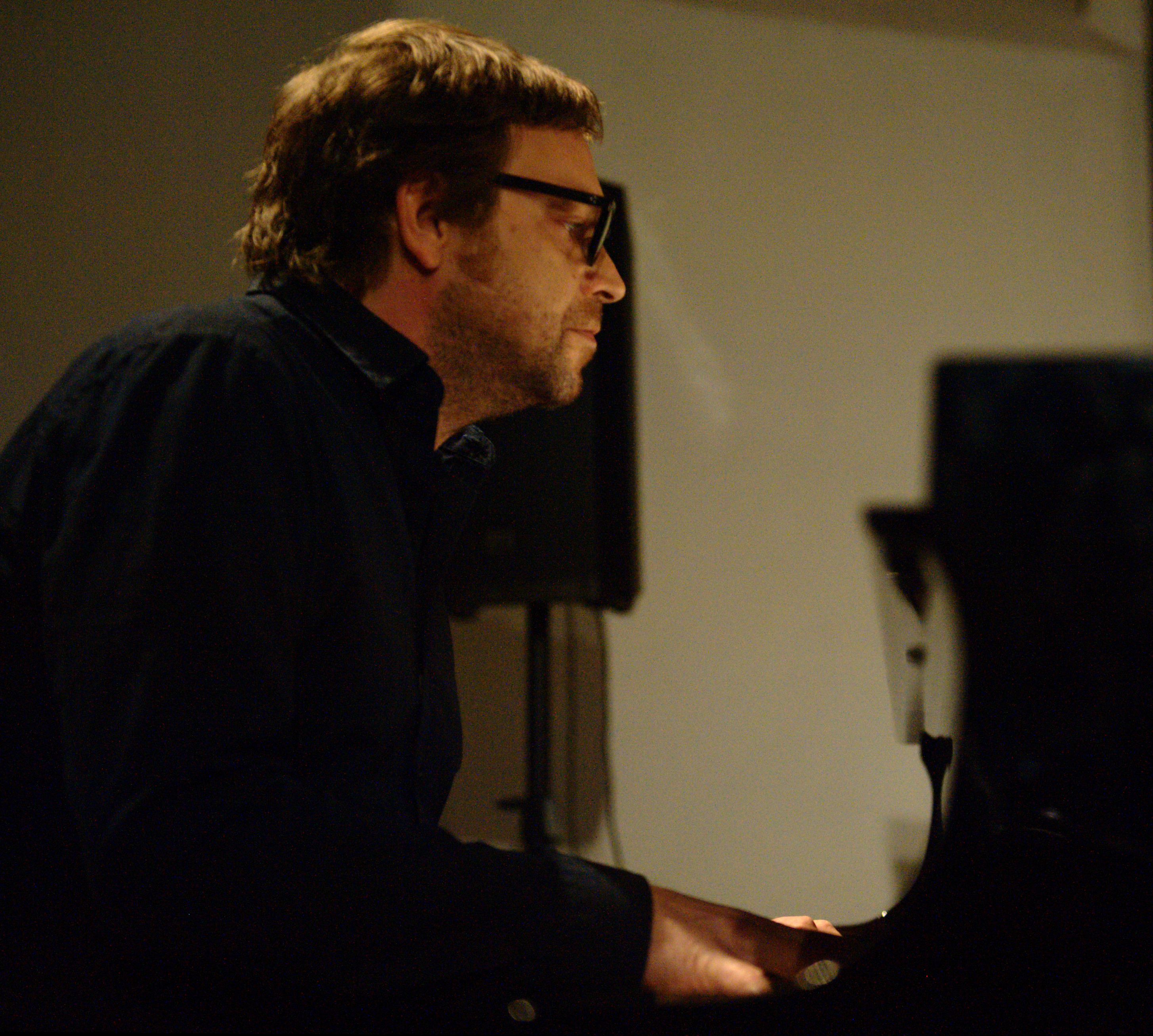
Marc Schmolling bei einem Konzert mit dem Tom Arthurs Trio in der Stadtkirche Darmstadt am 30. September 2018

Marc Schmolling (* 7. Juni 1972 in München) ist ein deutscher Komponist und Pianist der zeitgenössischen Jazz- und Improvisationsmusik.

## Leben und Wirken
Schmolling, Sohn der Dichterin Inka Machulkova studierte am Richard-Strauss-Konservatorium München bei Larry Porter und Tizian Jost. Weiteren Unterricht erhielt er auf der Universität Stanford in Kalifornien von Horace Silver, Benny Green und Steve Coleman. Er schloss sein Studium 1997 in München ab und wirkt seitdem als Pianist in der deutschen Jazzszene. Ihn verbindet eine musikalische Freundschaft mit dem Saxofonisten Wanja Slavin, mit dem er 2003 die CD „Off Minor“ (Organic Music) veröffentlichte und im Duo gemeinsam konzertiert.
Seit 2006 lebt Schmolling in Berlin und verfolgt neben Solokonzerten weitere Projekte mit Musikern der zeitgenössischen Jazz- und Improvisationsszene. Das Marc Schmolling Trio mit Jonas Westergaard am Bass und Christian Lillinger am Schlagzeug wurde 2010 für sein Album „Live in Berlin/Vol. 1“ (Wizmar Records) zum Vierteljahrespreis der Deutschen Schallplattenkritik nominiert. Im Herbst 2011 erschien „Live in Berlin/Vol. 2“. Sein Sextett „La Blue, Five Out!“ u. a. mit den Musikern Magnus Schriefl (Trompete), Gerhard Gschlößl (Posaune) und Wanja Slavin (Saxofon) besteht seit 2009 und musiziert im Stil der Mingus-Workshops der 1960er Jahre. 2013 realisierte Schmolling eine kammermusikalische Vision: Gemeinsam mit dem britischen Trompeter Tom Arthurs und der Sängerin Almut Kühne verwob er im Trio abstrakte, schwebende Balladen mit Improvisationen verwoben (die resultierende CD „Ticho“ erschien 2015 bei Unit Records). Mit Gschlössl im Duo erschien das Album Madness & Arrogance (2018).
Schmollings Soloalbum Not So Many Stars erschien 2016 auf dem eigenen Label.  Sein zweites Soloalbum Suvenýr folgte 2020, eine Erinnerung an seine Mutter, die 2014 starb.
Schmolling ist Mitbegründer und zusammen mit Johannes Lauer, Wanja Slavin, Gerhard Gschlößl, Philipp Gropper, Felix Wahnschaffe und Ronny Graupe Mitglied des Jazzkollektiv Berlin. Seit 2008 erhielt das Jazzkollektiv Berlin für sein Festival, das auch in Kooperation mit dem Kulturradio des RBB durchgeführt wurde, mehrfach den Förderpreis des Berliner Senats.
Schmolling konzertierte und arbeitete mit Allan Praskin, Bill Elgart, Tom Arthurs, Paulo Cardoso, Almut Kühne, Felix Wahnschaffe, Gerhard Gschlößl, Wanja Slavin, Jonas Westergaard, Christian Lillinger, Andreas Lang, Matthias Pichler, Moritz Baumgärtner, Uli Kempendorff, Bastian Jütte und Sava Medan. Tourneen und Auftritte führten ihn durch Deutschland, Dänemark, Ungarn, Polen, Österreich, Frankreich, Tschechien, Brasilien, Taiwan und auf die Bermudas. Er gastierte auf dem Ostseejazz-Festival, Jazzfest München, Stuttgarter Jazztage, Jazzwoche Burghausen, Schloss Elmau, Bermuda Festival of the Performing Arts, im Bayerischen Rundfunk und Dänischen Rundfunk.
Als Komponist und Arrangeur arbeitete Schmolling außerhalb seiner eigenen Projekte speziell im Vokalbereich z. B. für den Kammerchor des Dänischen Rundfunks, DR VokalEnsemblet, den Chor des Bayerischen Rundfunks und den Via Nova Chor München.
Zwischen 2004 und 2006 war Schmolling am Freien Musikzentrum in München als Dozent für Jazzklavier tätig. Außerdem war er von 2011 bis 2013 als Vorstandsmitglied der IG Jazz Berlin kulturpolitisch aktiv.